# LSW Holding
Die LSW Holding GmbH & Co. KG (kurz LSW Holding oder LSW) ist ein mit E.ON assoziierter regionaler Energiekonzern. Unter dem Dach der LSW Holding sind die Tochtergesellschaften LSW Netz als Verteilnetz- und Messstellenbetreiber sowie LSW Energie als Anbieter von Strom, Erdgas, Fernwärme, Trinkwasser, Energieberatung und E-Mobilität tätig.
Das Netzgebiet der LSW Netz umfasst 2.115 km² mit rund 200.000 Haushalten in der Stadt Wolfsburg, dem Landkreis Gifhorn sowie Teilen der Landkreise Börde, Helmstedt, Uelzen und Wolfenbüttel. Die LSW Energie vertreibt ihre Produkte unter den Marken LSW (im Netzgebiet der LSW Netz), pader energy (in Paderborn und Umgebung) und Bergmann – Elektrizität und Gas (bundesweit). Das Unternehmen verfügt über Standorte in Wolfsburg (Rothenfelde und Fallersleben), Gifhorn, Wittingen, Oebisfelde, Schladen und Paderborn.

## Geschichte
Die Geschichte der Energie- und Wasserversorgung im heutigen Netzgebiet der LSW ist von recht unterschiedlichen Unternehmen geprägt – von großen Kapitalgesellschaften wie AfE, CONTIGAS, EWAG und PreussenElektra über ländliche Genossenschaften, die bis heute in der FEAG fortbestehen, bis hin zu kommunalen Betrieben wie dem Energieverband Wittingen (EVW) oder den Stadtwerken Wolfsburg. Einige von ihnen fanden sich im Laufe der Zeit als Gesellschafter des regionalen Energieversorgers Landelektrizität (LandE) wieder, der sich Ende des 20./Anfang des 21. Jahrhunderts mit den Stadtwerken Wolfsburg zur LSW zusammenschloss.

### Anfänge der leitungsgebundenen Energie- und Wasserversorgung

#### Ausgangslage
Bis Ende des 19. Jahrhunderts gab es im gesamten heutigen LSW-Netzgebiet noch keine leitungsgebundene Energie- und Wasserversorgung. Bewegungsenergie gewann man üblicherweise unmittelbar mechanisch aus Muskel-, Wind- und Wasserenergie. Dampfmaschinen und Verbrennungsmotoren kamen für besondere Anwendungen zum Einsatz, erstere beispielsweise für die Eisenbahn auf der Bahnstrecke Berlin–Lehrte.
Zur Gewinnung der Wärmeenergie für Dampfmaschinen, Verbrennungsmotoren, Heizungen und chemische Prozesse setzte man meist feste Energieträger ein – von Brennholz und Holzkohle über Torf aus den örtlichen Mooren und Braunkohle aus dem Helmstedter Revier bis hin zur importierten Steinkohle und aus Torf oder Kohle gewonnenem Koks. Daneben wurde in der Lüneburger Heide auch Erdöl gefördert. Wie manch Erzeugnisse tierischen und pflanzlichen Ursprungs dienten dessen raffinierte Produkte neben dem Heizen auch der Erzeugung von Licht in Kerzen, Öl- und Petroleumlampen.
Wasser förderten die Einwohner selbst, ob durch Regenwassernutzung, aus Oberflächengewässern oder aus privaten und öffentlichen Brunnen. In der Stadt Gifhorn kamen dafür beispielsweise auf den Bürgersteigen angebrachte Handschwengelpumpen zum Einsatz.

#### Erste Anfänge bis zum Ersten Weltkrieg
Bereits um die Jahrhundertwende, am 1. Oktober 1899, begann die Gaswerk Gifhorn AG als Tochter der im Vorjahr gegründeten Allgemeinen Gas- und Elektrizitäts-Gesellschaft Bremen mit der Versorgung von rund 100 Häusern und 65 Gaslaternen in der Gifhorner Kernstadt mit aus Kohle erzeugtem Stadtgas. Ungefähr zeitgleich fasste der Rat der Stadt auch den Beschluss, eine moderne Wasserversorgungsanlage zu errichten. Gebaut wurde das kommunale Wasserwerk allerdings erst 1910. Mit dessen Betriebsführung wurde ebenfalls die privatwirtschaftliche Gaswerk Gifhorn AG beauftragt.
Im größten Teil des heutigen LSW-Netzgebiets kam die Elektrifizierung vor dem Anschluss an Gas und Wasser. Mit Unterstützung der „Elektrotechnischen Abteilung“ des „Verbands der landwirtschaftlichen Genossenschaften der Provinz Sachsen und der angrenzenden Staaten“ brachten hier landwirtschaftlich geprägte Elektrizitätsgenossenschaften nach und nach den Ausbau des Stromnetzes voran. Die 1907 gegründete „Elektrizitätswerk Überlandzentrale Derenburg a. Harz e.G.m.b.H.“ expandierte in das Gebiet um Schladen im damals noch hannoverschen Kreis Goslar, die 1909 gegründete „Elektrische Überlandzentrale Kreis Salzwedel e.G.m.b.H.“ ihrerseits bis kurz vor Wittingen und ins Bromer Land im hannoverschen Kreis Isenhagen. Den hannoverschen Kreis Gifhorn und angrenzende Gebiete im Nordteil des braunschweigischen Kreises Helmstedt erschloss nach und nach die 1908 gegründete „Elektrische Überlandzentrale Weferlingen und Umgegend e.G.m.b.H.“. Der Magistrat des Fleckens Fallersleben vergab an sie schon am 7. Februar 1911 die Konzession für Netzbetrieb und Stromversorgung. Die Gaswerk Gifhorn AG schloss mit ihr 1915 vorsorglich einen Stromlieferungsvertrag.

#### Voranschreitende Elektrifizierung in der Weimarer Republik

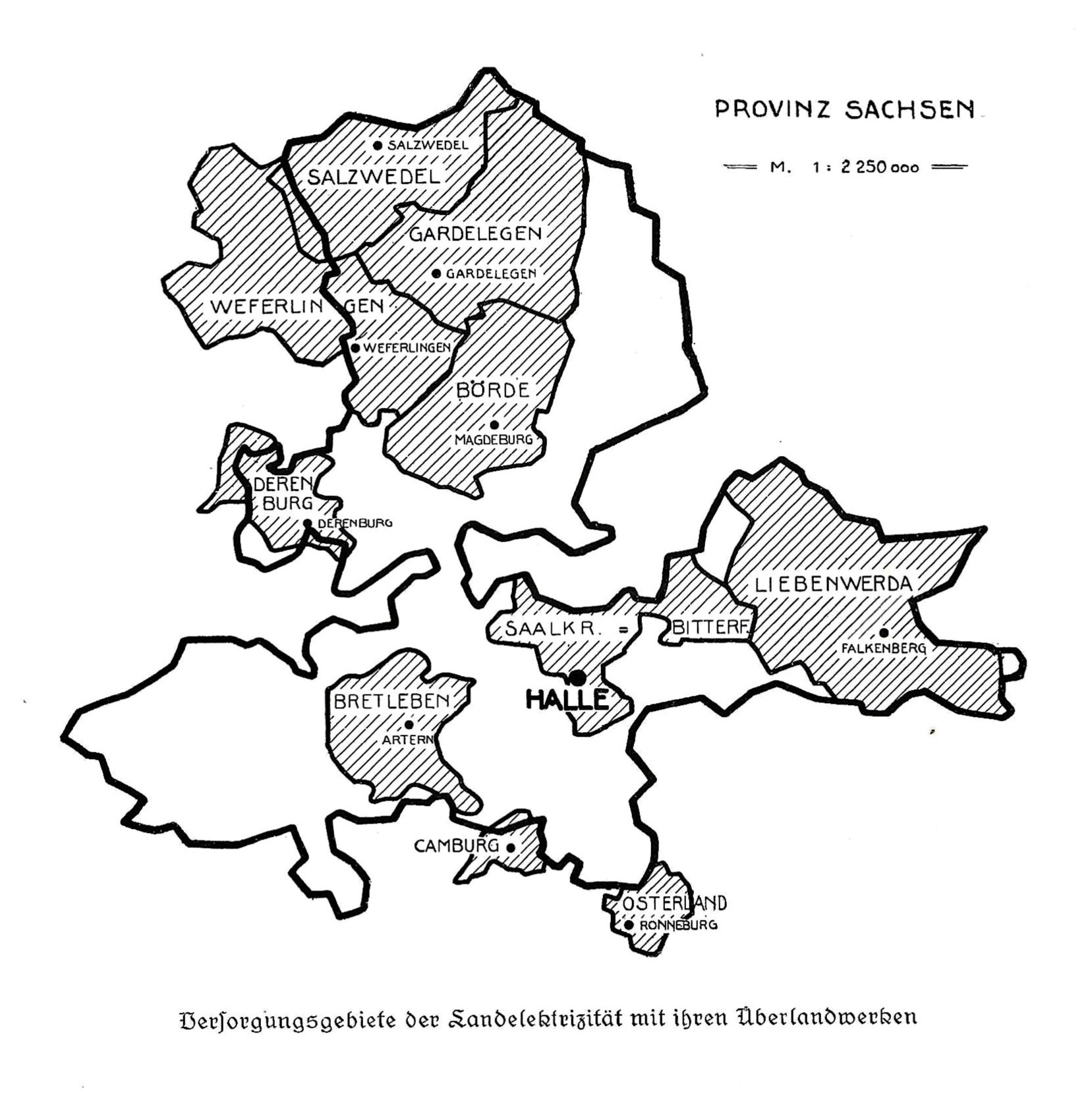
Versorgungsgebiete der Überlandwerke der alten Landelektrizität im Jahr 1927

Kurz nach Ende des Ersten Weltkriegs, am 28. Dezember 1918, gründeten die Überlandzentralen Derenburg, Salzwedel und Weferlingen sowie 9 weitere Elektrizitätsgenossenschaften der Provinz Sachsen unter Beteiligung der Landwirtschaftskammer, des landwirtschaftlichen Genossenschaftsverbands und des Provinzialverbands die „Landelektrizität G.m.b.H. zu Halle (Saale)“. Während der Genossenschaftsverband seine Elektrotechnische Abteilung auf sie auslagerte, übertrugen ihr die beteiligten Genossenschaften die gemeinsame Betriebsführung, blieben aber zunächst selbst Eigentümerinnen der Netzanlagen. Die ehemaligen Überlandzentralen wurden im Sprachgebrauch der Landelektrizität fortan „Überlandwerke“ genannt.

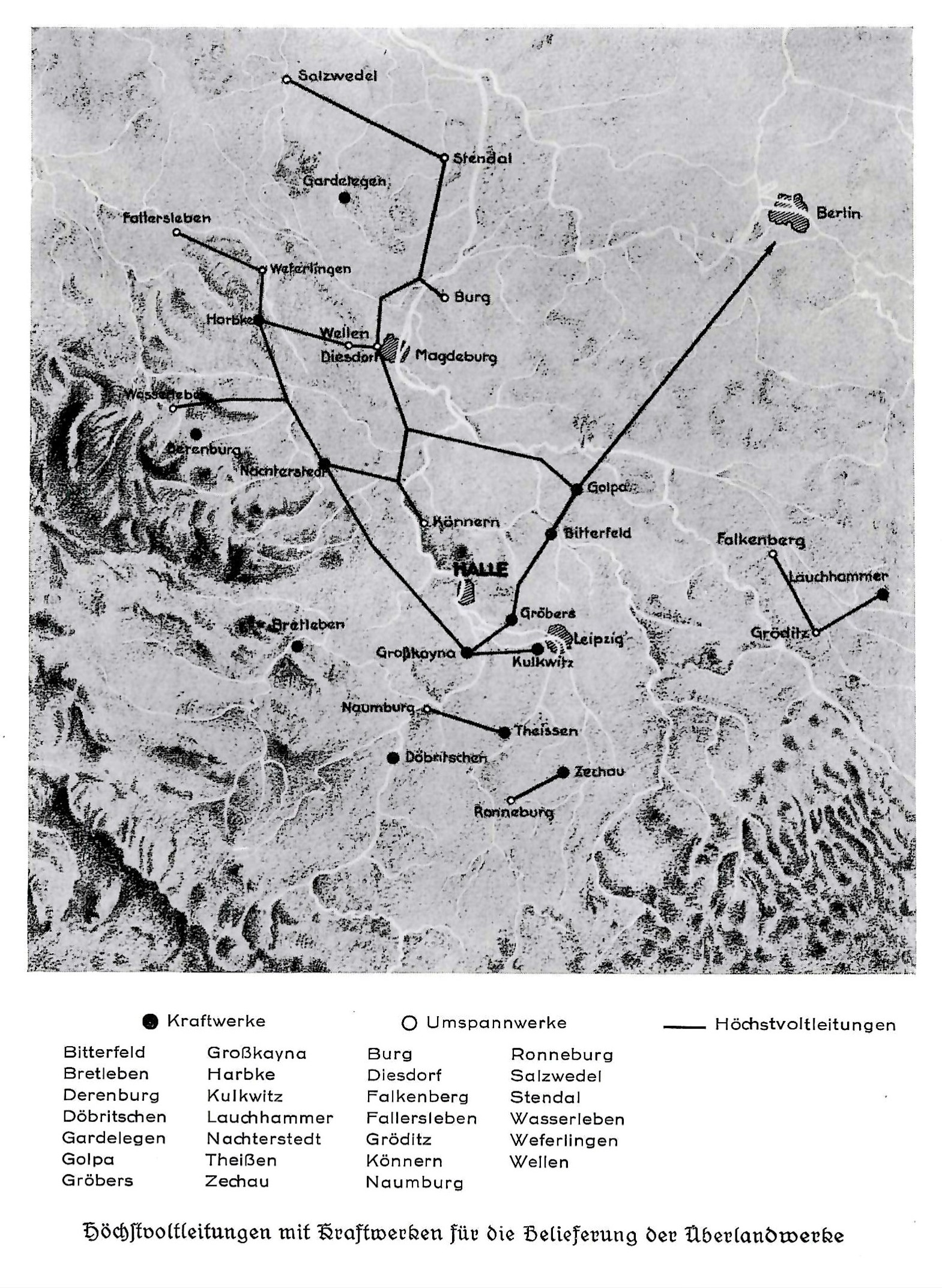
Die Überlandwerke der Landelektrizität wurden 1927 aus 50-kV-Leitungen der ESAG oder unmittelbar aus einzelnen Kraftwerken beliefert

Im westlichen und mittleren Teil des damaligen Kreises Isenhagen hatte noch keines der bestehenden Unternehmen Konzessionsverträge abgeschlossen. Stattdessen gründeten die betroffenen 45 Gemeinden 1919 den „Elektrizitätsverband Wittingen (Zweckverband)“, um das Stromnetz in ihrem Zuständigkeitsgebiet in Eigenregie auszubauen. Auch sie schlossen einen Versorgungsvertrag mit der Überlandzentrale Weferlingen. In Fallersleben baute letztere daher 1920 ein zusätzliches zentrales Umspannwerk für die direkt und indirekt versorgten hannoverschen und braunschweigischen Gebiete, das über das 50-kV-Netz der Elektrizitätswerk Sachsen-Anhalt AG (ESAG) im Wesentlichen mit Strom aus dem Kraftwerk Harbke beliefert wurde. Angeschlossen war seit dem 1. November 1924 auch die Stadt Gifhorn, nachdem sie kurz zuvor der Gaswerk Gifhorn AG die Konzession für die Stromversorgung erteilt hatte.
Gegen Ende der Weimarer Republik waren so schließlich alle Teile des heutigen LSW-Netzgebiets ans Stromnetz einer der genossenschaftlichen Überlandzentralen, des kommunalen Elektrizitätsverbands Wittingen oder der privatwirtschaftlichen Gaswerk Gifhorn AG angeschlossen, wenn auch noch bei Weitem nicht alle Häuser elektrifiziert waren. Die Auseinandersetzungen zwischen den Energiekonzernen betrafen das Gebiet dank der genossenschaftlichen Organisation seines Hauptversorgungsnetzes nicht. Doch auch hier zeigte sich die Tendenz zur Zentralisierung: Im Jahr 1932 übertrugen die mittlerweile nur noch 10 beteiligten Genossenschaften ihre Elektrizitätsanlagen und Betriebsgebäude auf die Landelektrizität G.m.b.H. und hielten in der Folge 75 % der Geschäftsanteile.

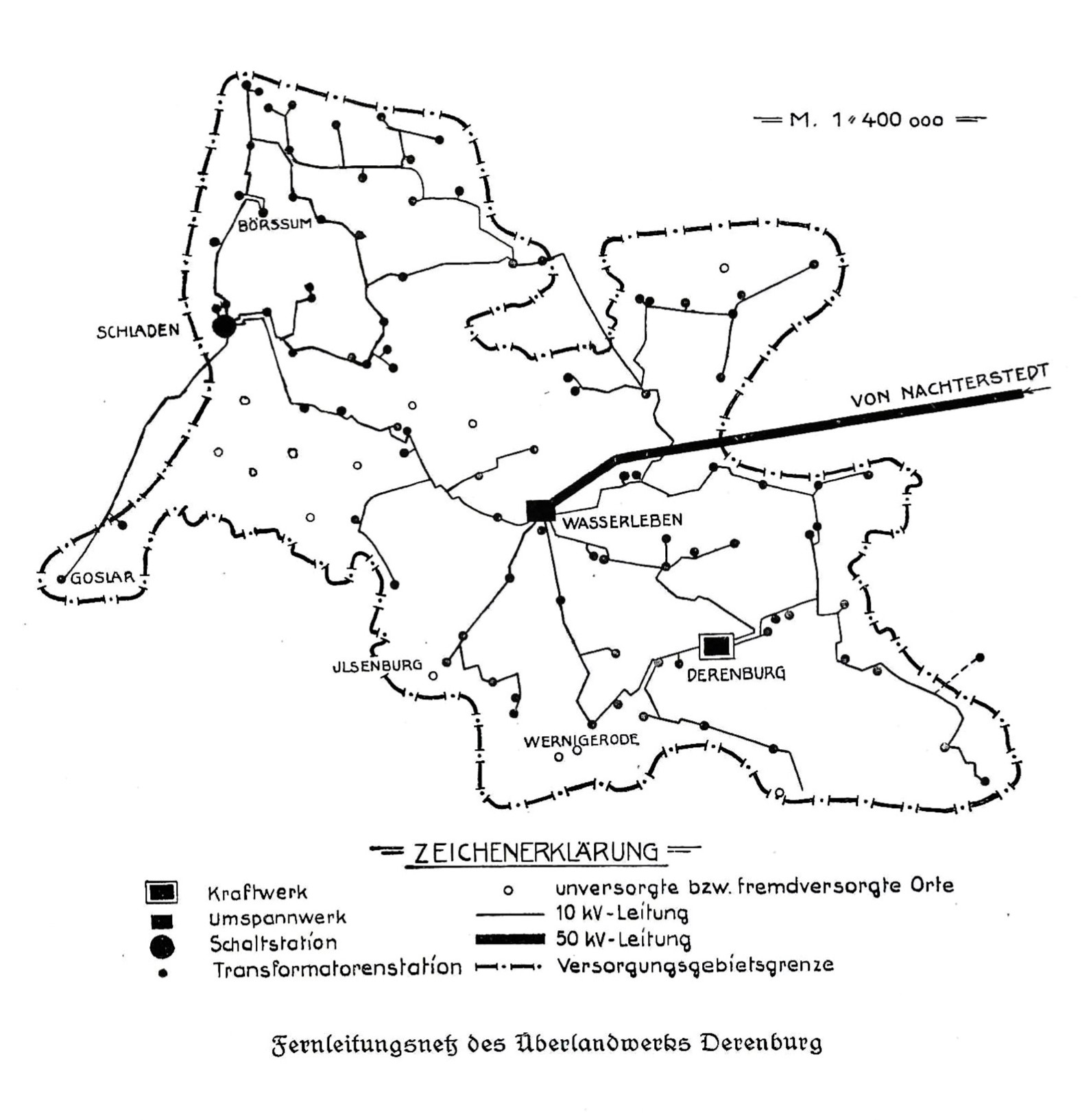
15kV-Netz des Überlandwerks Derenburg, 1927
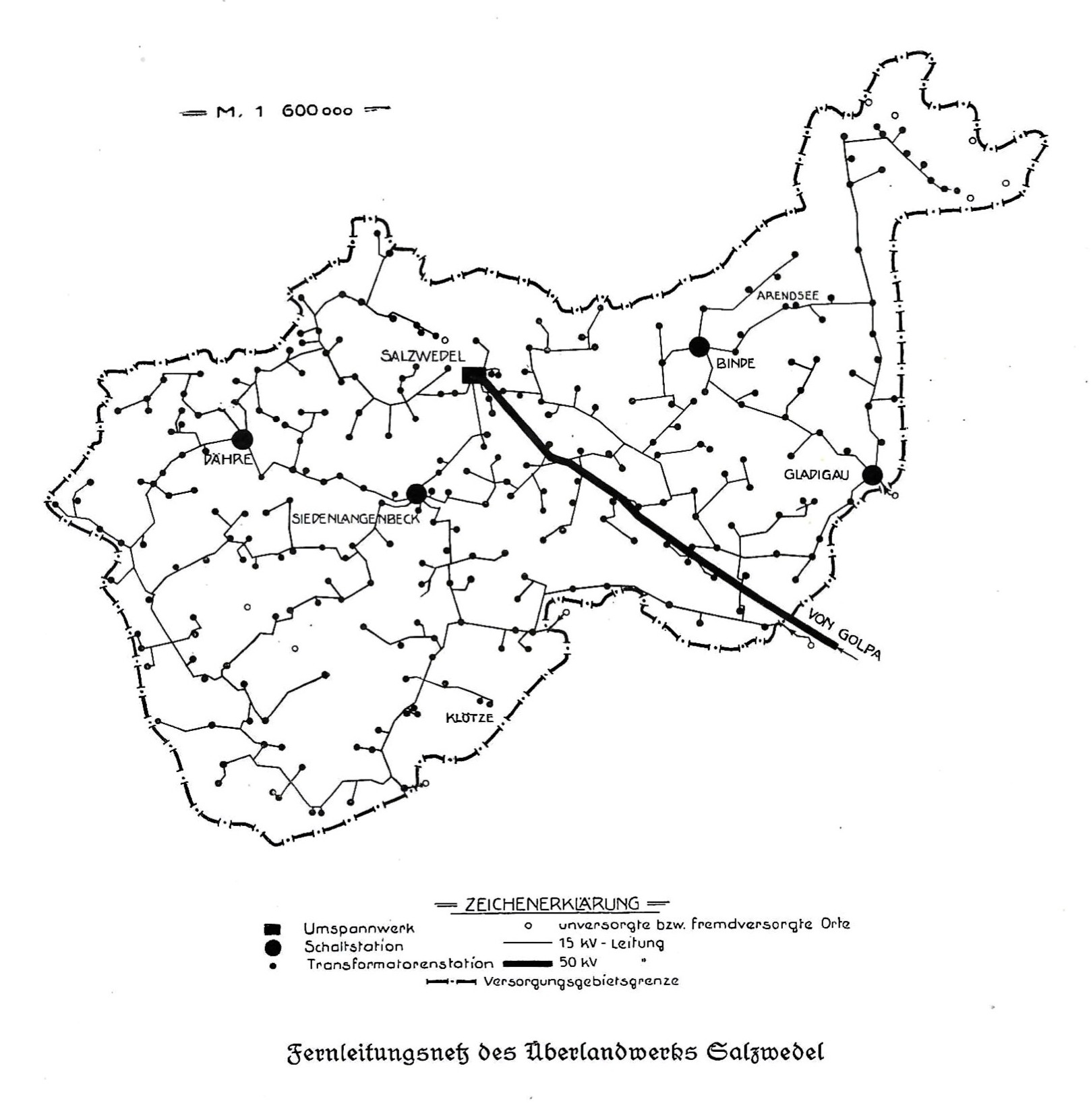
15kV-Netz des Überlandwerks Salzwedel, 1927
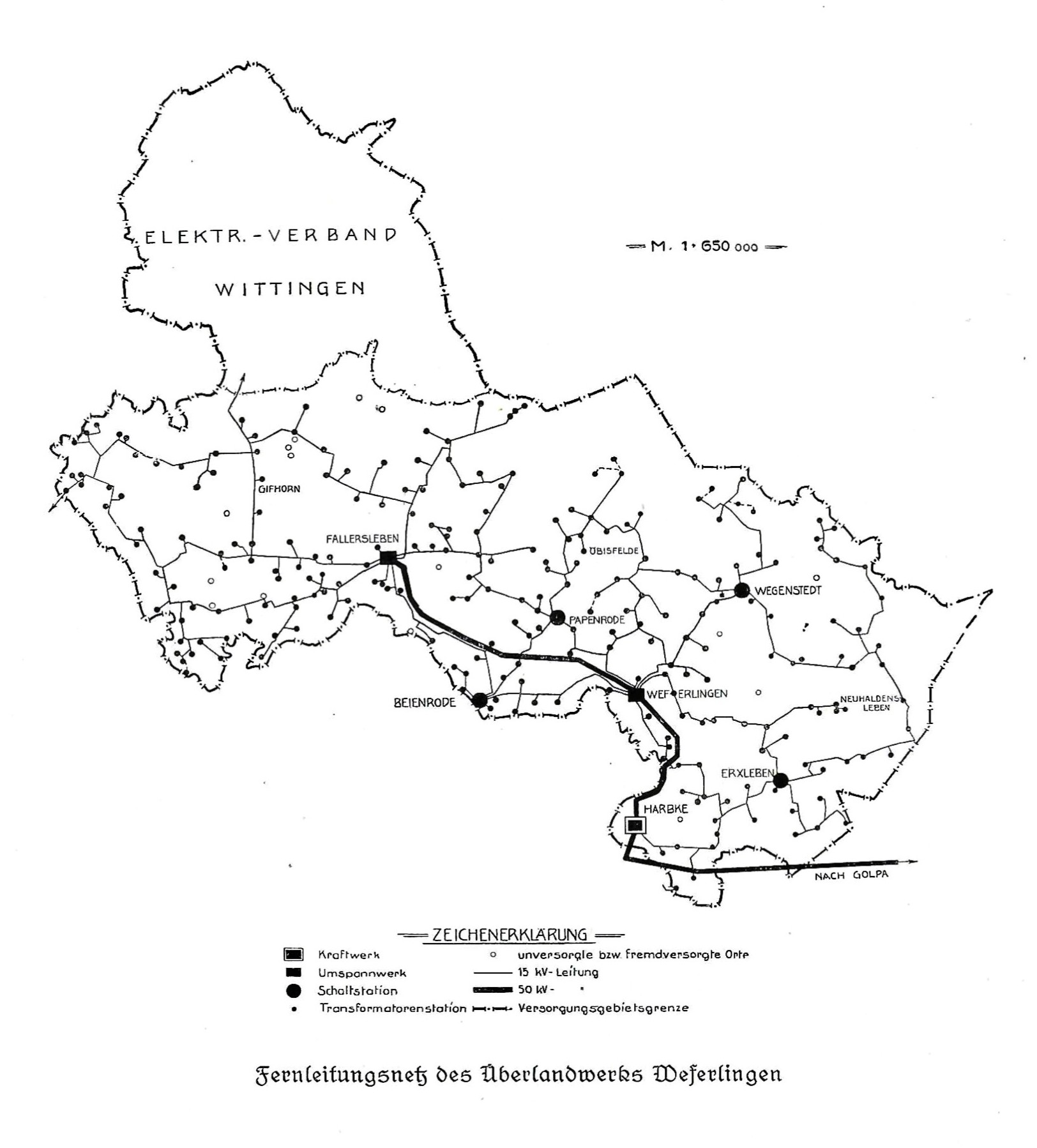
15kV-Netz des Überlandwerks Weferlingen, 1927

#### Umstrukturierungen in der Zeit des Nationalsozialismus
Die Zeit des Nationalsozialismus brachte etliche Umstrukturierungen mit sich. Die NSDAP griff aktiv in die Energiewirtschaft ein. In der Folge wurde 1937 die Gaswerk Gifhorn AG aufgelöst und als Betriebsabteilung „Gas- und Elektrizitätsversorgung Gifhorn“ in die Muttergesellschaft eingegliedert, die ihrerseits mittlerweile in „Aktiengesellschaft für Energiewirtschaft“ (AfE) umbenannt war.
Ein Großprojekt der Nationalsozialisten war die Gründung der „Stadt des KdF-Wagens bei Fallersleben“ – der späteren Wolfsburger Kernstadt. Ab dem 15. März 1939 wurden hier die neugegründeten „Stadtwerke der Stadt des KdF-Wagens“ als kommunaler Eigenbetrieb für die Versorgung der Stadt mit Wasser, Strom, Stadtgas und – neu in der Region – auch Fernwärme zuständig. Die Fernwärme kam schon damals vom Heizkraftwerk des VW-Werks. Bei der Elektrizität kam es zum Konflikt mit der Landelektrizität, denn diese war dort Inhaberin der Konzession. Dessen Lösung bestand darin, dass die Stadtwerke den gesamten Strom für ihr Netz aus dem Hochspannungsnetz der Landelektrizität beziehen mussten, das VW-Kraftwerk im Gegenzug aber auch in Letzteres einspeisen musste.

### Auf dem Weg zur flächendeckenden Versorgung im ländlichen Raum

#### Neustart der Stromversorgung nach der Deutschen Teilung
Nach Ende des Zweiten Weltkriegs lag der überwiegende Teil des Versorgungsgebiets der Landelektrizität einschließlich des Unternehmenssitzes Halle (Saale) in der Sowjetischen Besatzungszone (SBZ). Lediglich knapp 1.500 km² lagen in der Britischen Besatzungszone, davon große Teile im Zonenrandgebiet. 1946 verschmolzen auf Druck der Sowjetischen Militäradministration hin die alte Landelektrizität und die das Höchstspannungsnetz betreibende ESAG zur Provinzialsächsischen Energie-Versorgungs-Aktien-Gesellschaft (PREVAG). An dieser waren die 10 Elektrizitätsgenossenschaften weiterhin beteiligt – allerdings insgesamt nur noch mit einem Viertel (25 %) der Anteile. Je ein weiteres Viertel hielten nun die ehemaligen Aktionäre der ESAG: Die Deutsche Continental-Gas-Gesellschaft, die Elektrowerke AG und der Provinzialverband, der zuvor an beiden Gesellschaften beteiligt gewesen war.
1948 gründete die PREVAG eine neue Landelektrizität GmbH, um in ihr die Anlagen in der britischen Zone zusammenzuführen. Dazu gehörten die Zweigstelle und das Umspannwerk in Fallersleben sowie die westzonalen Teile der Netze der Überlandwerke Salzwedel, Weferlingen und Derenburg. Die innerhalb der SBZ gelegenen Teile der PREVAG, darunter das Gebiet um Oebisfelde, wurden dagegen in Volkseigentum umgewandelt und in Volkseigene Betriebe und Kombinate überführt.
Auch nach der vollzogenen Deutschen Teilung 1949 bezog das Versorgungsgebiet dieser neuen Landelektrizität seinen Strom zunächst weiterhin aus der Deutschen Demokratischen Republik (DDR). Doch am 27. Mai 1952 ließ deren Führung alle Leitungen entlang der Grenze zur Bundesrepublik Deutschland durchtrennen. Innerhalb kürzester Zeit gelang es der Fallersleber Zweigstelle, die Stromversorgung im direkten Versorgungsgebiet sowie in den nachgeordneten Netzen der Stadtwerke Wolfsburg, der Gas- und Elektrizitätsversorgung Gifhorn und des Elektrizitätsverbands Wittingen wiederherzustellen. Dies geschah im Wesentlichen durch die Verbindung der ehemaligen Überlandwerke Salzwedel und Weferlingen zu einem einzigen nördlichen Netzbereich und den Anschluss beider Netzbereiche an das Kraftwerk der Überland-Zentrale Helmstedt (ÜZH).
PREVAG, Landelektrizität und die sie tragenden Elektrizitätsgenossenschaften waren neben der Stromversorgung auch von ihren Mitgliedern in der DDR abgeschnitten. Zwischen 1952 und 1954 konstituierten sich die Genossenschaften Derenburg, Salzwedel und Weferlingen daher in der BRD neu. Ihre bundesdeutschen Mitglieder nahmen ihre Rechte selbst wahr, die Mitglieder jenseits der Grenze wurden durch einen Abwesenheitspfleger vertreten. Auf Ebene der Aktionäre der PREVAG vertrat dieser auch die übrigen 7 Genossenschaften und den Provinzialverband Sachsen-Anhalt. Die Deutsche Continental-Gas-Gesellschaft und die Elektrowerke AG hatten sich ihrerseits in der BRD neu konstituiert und konnten so ihre Rechte selbst wahrnehmen. 1953 verlegte auch die Landelektrizität ihren Sitz offiziell von Halle (Saale) nach Fallersleben.

#### Aufbau einer öffentlichen Wasserversorgung, Umstellung auf Fern- und Erdgas
Bis Mitte des 20. Jahrhunderts blieb eine öffentliche Wasser- und Gasversorgung den größeren städtischen Zentren Gifhorn und Wolfsburg vorbehalten. In der noch jungen Bundesrepublik trieben dann auch die kleineren Kommunen den Ausbau der Trinkwassernetze voran – ob zunächst in Form von städtischen Wasserwerken, wie in Fallersleben und Wittingen, oder gleich durch interkommunale Kooperation, wie beim 1946 gegründeten Wasserverband Vorsfelde und Umgebung. Im Großteil des heutigen Landkreises Gifhorn begann ab 1959 der Wasserverband Gifhorn – damals noch als „Wasserbeschaffungsverband Papenteich“ – mit der Verlegung von Ortsnetzen. Bis 1988 war der Ausbau in seinem Zuständigkeitsgebiet abgeschlossen. Die Vorgängerunternehmen der LSW waren in diese Entwicklung nicht involviert: Landelektrizität und Elektrizitätsverband Wittingen waren weiter ausschließlich in der Stromversorgung tätig, während Stadtwerke Wolfsburg und Gas- und Elektrizitätsversorgung Gifhorn sich im Bereich der Wasserversorgung auf ihre Stadtgebiete konzentrierten.
Bei den Gasnetzen fand zunächst kein weiterer Ausbau auf Ortsebene statt, aber wo vorhanden wurde der bereitgestellte Energieträger mehrfach umgestellt. Nachdem die Gasfernnetze entsprechend ausgebaut waren, stellte die Gas- und Elektrizitätsversorgung Gifhorn 1956 von Stadt- auf Ferngas um und legte ihre Anlagen zur eigenen Gasproduktion still. 1962 wurde sie unter der Firma „Energieversorgung Gifhorn GmbH“ (EVG) aus der RWE-Tochter AfE ausgegründet und von 1963 bis 1965 schrittweise von der Elektricitäts-Lieferungs-Gesellschaft (ELG) übernommen, die mehrheitlich der auch an der PREVAG/Landelektrizität beteiligten Deutschen Continental-Gas-Gesellschaft gehörte. Nachdem bei der Gasfernversorgung Erdgas Standard wurde, stellte die EVG ihre Gasversorgung im Jahr 1970 zuletzt auf diesen Energieträger um.
Das Jahr 1972 brachte mehrere Veränderungen mit sich: Durch das im Zuge der Niedersächsischen Gebietsreformen beschlossene Wolfsburg-Gesetz wurden 20 direkt von der Landelektrizität mit Strom versorgte Gemeinden mit der von den Stadtwerken versorgten Wolfsburger Kernstadt vereint. Während die Zweiteilung bei der Elektrizitätsversorgung in allen Ortsteilen bestehen blieb, übernahmen die Stadtwerke im Bereich der Wasservorsorgung die Versorgungsanlagen der eingemeindeten Ortsteile, mit Ausnahme derer des Wasserverbands Vorsfelde und Umgebung. Weiterhin schlossen sich in diesem Jahr die Genossenschaften Derenburg, Salzwedel und Weferlingen mit den über Abwesenheitspflegschaft vertretenen sieben weiteren Genossenschaften zur Fallersleber Elektrizitäts-AG (FEAG) zusammen, die an ihrer Stelle Aktionärin der PREVAG wurde. Letztere wurde in eine GmbH umgewandelt. Die EVG verschmolz auf die ELG, sodass sie wieder nur noch als Betriebsstelle fortbestand. Und aus dem Elektrizitätsverband Wittingen wurde die Energieverband Wittingen GmbH (EVW).

#### Ausbau der Gasnetze im ländlichen Raum, wachsende Verflechtungen der Akteure

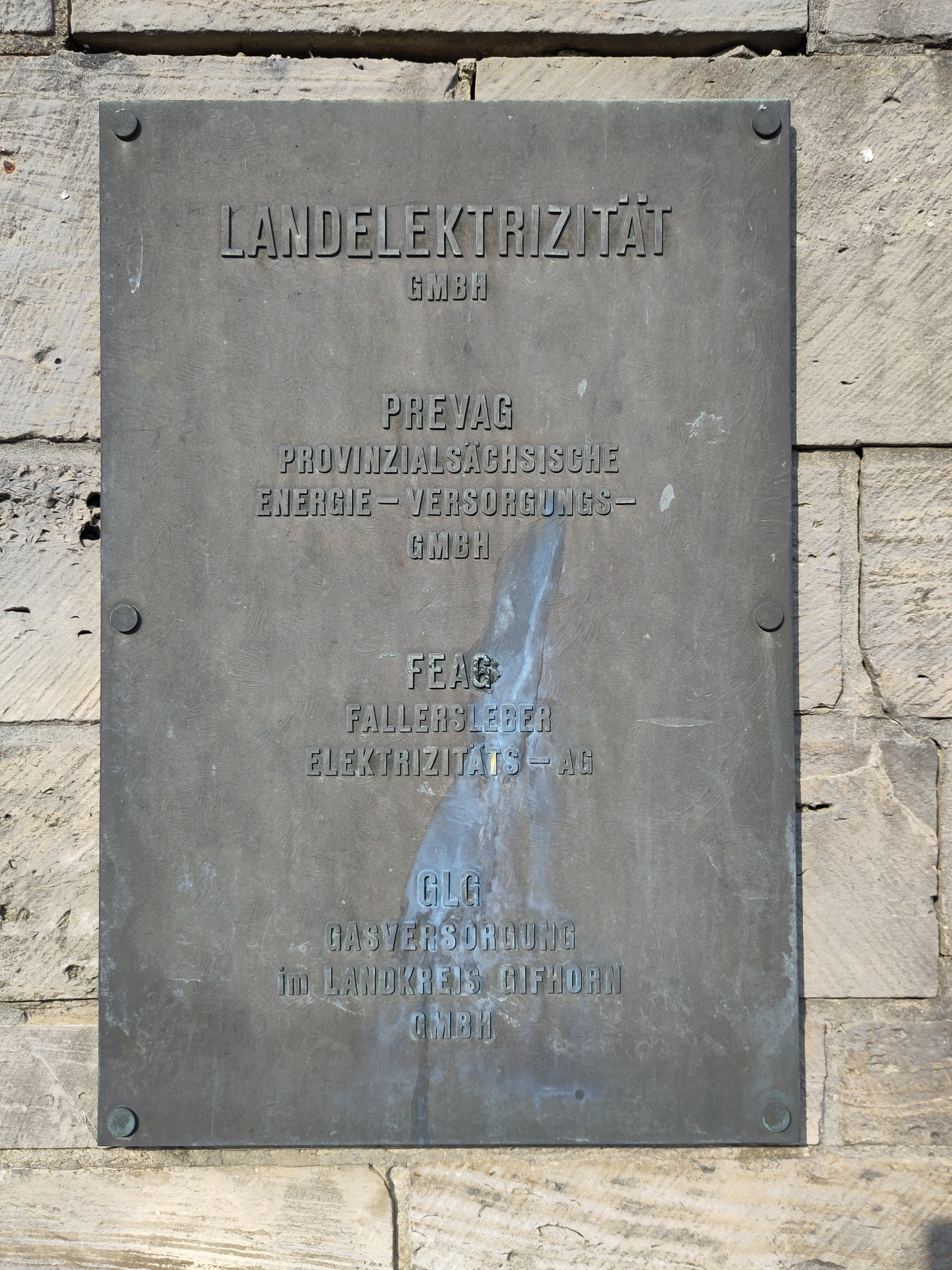
Historisches Schild von Landelektrizität, PREVAG, FEAG und GLG in Fallersleben

Im ländlichen Raum begann als erster der EVW mit dem Ausbau des Gasnetzes in seinem Zuständigkeitsgebiet. Um auch das restliche Gifhorner Kreisgebiet nach und nach mit Gas zu versorgen, engagierte sich die Landelektrizität erstmalig in diesem Bereich und gründete 1977 mit dem Landkreis Gifhorn die Gasversorgung Landkreis Gifhorn GmbH (GLG). Weiterhin stiegen Landelektrizität und ÜZH 1978 zwecks weiteren Gasausbaus mit einem Anteil von 25 % in den bisher rein kommunalen EVW ein. 1986 begann unter unmittelbarer Federführung der Landelektrizität die Erdgaserschließung nun auch in Wolfsburg und im Landkreis Helmstedt.
Die ELG, zu der die EVG gehörte, war derweil 1976 auf ihre nunmehr alleinige Anteilseignerin, die Deutsche Continental-Gas-Gesellschaft, verschmolzen. 1978/79 wurde Letztere vom an den VIAG-Konzern angelehnten bayrischen Staatskonzern Bayernwerk übernommen, firmierte in CONTIGAS Deutsche Energie-Aktiengesellschaft um und machte die EVG 1980 zu einer eigenen Zweigniederlassung. 1987 wandelte die Stadt Gifhorn ihr städtisches Wasserwerk (Eigenbetrieb), mit dessen Betrieb sie von Beginn an die EVG beauftragt hatte, in die „Wasserwerk Gifhorn GmbH“ um. Dabei stieg die CONTIGAS mit einem Kapitalanteil von rund 40,8 % als Gesellschafterin ein.
Ebenfalls 1987 übernahm die PreussenElektra AG aus dem VEBA-Konzern den 25-%-Anteil der Elektrowerke AG an der PREVAG. Im Folgejahr erwarb die Landelektrizität die Mehrheitsbeteiligung von 75 % am EVW von den kommunalen Anteilseignern. Im Gegenzug wurden diese über die LE-EVW-Beteiligungsgesellschaft mbH an der Landelektrizität selbst beteiligt. Die übrigen 25 % am EVW wurden 1990 unmittelbar von der ÜZH übernommen, die über die PreussenElektra zum VEBA-Konzern gehörte. Die Landelektrizität und die beiden nachgeordneten Energieversorger EVG und EVW waren demnach Ende der 80er Jahre hinsichtlich der Anteilsstrukturen bereits eng miteinander verflochten.

### Formierung der LSW

#### Gründung der ersten LSW und verstärkte Zusammenarbeit
Beim dritten nachgelagerten Energieversorger, den rein kommunalen Stadtwerken Wolfsburg, setzte die Verflechtung mit der Landelektrizität erst 1990 mit der Gründung der ersten LSW ein, bestehend aus der LSW LandE-Stadtwerke GmbH Wolfsburg und der diese beherrschenden Stadtwerke Wolfsburg AG/Landelektrizität GmbH GbR. Ihre Zuständigkeit war noch klar begrenzt auf den Bereich der 1972 in die Stadt Wolfsburg eingemeindeten zwanzig Ortsteile. Ebenfalls unmittelbar nach der Deutschen Wiedervereinigung kam es 1990 und 1991 zum Neuabschluss von Gas- und Stromkonzessionsverträgen im Raum Oebisfelde (Sachsen-Anhalt). 1993/1994 übernahm die Landelektrizität die regionale Wasserversorgung im Bereich der Samtgemeinden Asse und Schladen. Ab 1994 stieg das Unternehmen hier mit der Gründung der AWS Abwasserentsorgung Schladen GmbH auch erstmalig in die Abwasserentsorgung ein.
1994 übernahm der VIAG-Konzern das Bayernwerk und damit auch die CONTIGAS. In der Folge gehörte die EVG komplett zum VIAG-Konzern. An der PREVAG und deren 100%iger Tochter Landelektrizität waren mit CONTIGAS und PreussenElektra je zu gleichen Teilen Unternehmen aus dem VIAG- und VEBA-Konzern beteiligt. Und am EVW war die BKB aus dem VEBA-Konzern beteiligt, deren Tochter ÜZH seit Beginn der Bundesrepublik das der Landelektrizität vorgelagerte Netz betrieb. In diesem Kontext kam es 1998 zu zwei folgenreichen Kooperationen: Landelektrizität, Stadtwerke Wolfsburg, EVW und Energieversorgung Gifhorn gingen mit einem gemeinsamen Stromtarif an den Markt – anfangs noch „18_20“, später „Aktiv-E“ genannt. Außerdem richteten sie eine gemeinsame, rund um die Uhr besetzte, zentrale Netzleitstelle ein.

#### Die LandE als Avacon-Tochter im E.ON-Konzern
1999 kam es zu Umstrukturierungen bei örtlichen Gesellschaften des VEBA-Konzerns, indem die Hannover-Braunschweigische Stromversorgungs-AG (HASTRA), die Überland-Zentrale Helmstedt AG (ÜZH), die Energieversorgung Magdeburg AG (EVM AG), die Ferngas Salzgitter GmbH (FSG) und die Landesgas Niedersachsen AG zur Avacon AG fusionierten. Im selben Jahr wurde das Land Sachsen-Anhalt Rechtsnachfolger des früheren Provinzialverbandes, dessen Abwesenheitspflegschaft bis dahin die Deutsche Ausgleichsbank in Bonn wahrgenommen hatte, und war damit an der Landelektrizität beteiligt.
Bereits 2000, also ein Jahr später, fusionierten VEBA und VIAG zu E.ON, was weitere Umstrukturierungen mit sich brachte. In der Folge übernahm das soeben gegründete regionale Tochterunternehmen Avacon die Anteile von Contigas und PreussenElektra an der Landelektrizität. Diese übernahm ihrerseits im Jahr 2002 die EVG von der CONTIGAS einschließlich der Minderheitsbeteiligung am Wasserwerk Gifhorn. Desgleichen verschmolzen im selben Jahr auch PREVAG und EVW auf die Landelektrizität, die dann in LandE GmbH umfirmierte. 2003 veräußerte das Land Sachsen-Anhalt seine Unternehmensanteile an der LandE GmbH an die übrigen Gesellschafter: Avacon, FEAG und LE/EVW-BG. Dadurch entstand die heutige Beteiligungsstruktur an der LandE.

#### Die LSW als (regionaler) Energieversorger in Zeiten der Energiewende
2005 wandelten LandE und Stadtwerke Wolfsburg die bestehende LSW GmbH mit ihrem eingeschränkten Versorgungsbereich in die LSW LandE-Stadtwerke Wolfsburg GmbH & Co. KG um. Sie war fortan Betreiberin der von den beiden Quellunternehmen gepachteten Netzanlagen für Strom, Gas, Fernwärme und Wasser in deren gesamten Netzgebieten. Die LSW als regionales Energieversorgungsunternehmen war geboren.
In der Zwischenzeit hatte sich die Europäische Union zum Ziel gesetzt, den europäischen Energiemarkt schrittweise weiter zu liberalisieren, um so unter anderem Anreizstrukturen für die Energiewende zu schaffen. Mehrere EU-Richtlinien wurden in Deutschland in Form von Novellen des Energiewirtschaftsgesetzes umgesetzt, die in vertikal integrierten Energiekonzernen eine weitaus stärkere Entflechtung der einzelnen Unternehmenszweige vorsahen, als dies bisher oft der Fall war. Die Bundesnetzagentur monierte so auch bei der LSW die nicht ausreichende Entflechtung der Sparten Netzbetrieb und Vertrieb.
2013 wurde das Unternehmen daher umstrukturiert, indem die bestehende Gesellschaft in LSW Netz GmbH & Co. KG umfirmierte und der Bereich Vertrieb in eine neue Gesellschaft – die LSW Energie GmbH & Co. KG – ausgelagert wurde. Außerdem schufen die beiden Gesellschafter LandE und Stadtwerke Wolfsburg die LSW Holding GmbH & Co. KG als Dachstruktur für beide Gesellschaften. 2014 wurden beide Sparten auch markenrechtlich getrennt: Die bestehende Vertriebsmarke „LSW“ ging auf die LSW Energie über und wird von der LSW Holding mitgenutzt, während für die LSW Netz eine neue Wort-Bild-Marke „LSW Netz“ geschaffen wurde. Die LSW versuchte gleichzeitig, auch die Chancen dieser Liberalisierung des Energiemarkts zu nutzen. So wurde sie 2013 unter der Vertriebsmarke „pader energy“ im Raum Paderborn aktiv und schuf 2014 die Vertriebsmarke „Bergmann – Elektrizität & Gas“, um deutschlandweit als Strom- und Gasanbieter in Erscheinung zu treten.
Die Energiewende brachte nicht nur Änderungen in der Unternehmensstruktur mit sich: Wie andere Energieversorger führte die LSW Energie Ökostrom- und Ökogastarife ein. Bis 2014 gingen fünf Biogasanlagen in Betrieb, die ins LSW-Gasnetz einspeisen. Dafür investierte die LSW Netz 7,2 Mio. Euro in die Verteilnetzstruktur. Noch herausfordernder wurde der Ausbau des Stromnetzes für die wachsende Zahl örtlicher Photovoltaik- und Windenergieanlagen, Speicher- und Blockheizkraftwerke. Von 2015 bis 2024 verdoppelte sich die installierte Leistung der EEG-Anlagen im Netz der LSW von unter 300 MW auf über 600 MW, wobei der größte Anstieg in den Ampel-Jahren 2021 bis 2024 zu verzeichnen war. Betrug die Stromerzeugung aus EEG-Anlagen im Jahr 2008 noch unter 350.000 MWh/a und in den Jahren 2013–2017 um die 600.000 MWh/a, stieg sie im Jahr 2024 auf über 900.000 MWh/a. Damit wurden 2024 rechnerisch 81 % des Strombedarfs im LSW-Gebiet aus Erneuerbaren Energien gedeckt. 7 der 18 zugehörigen Samtgemeinden/Gemeinden waren sogar Nettostromproduzenten.
In ihrem 2024 veröffentlichten Netzausbauplan rechnet die LSW Netz von 2023 bis 2045 auf der Erzeugungsseite (Erneuerbare Energien) mit einem Zuwachs von 532 MW auf 3.403 MW installierter Leistung und aufgrund von Elektromobilität und Wärmepumpenheizungen auch mit einem erhöhten Stromverbrauch. Entsprechend plant sie bis 2045 den Bau von 189 km Hochspannungs-, 742 km Mittelspannungs- und 678 km Niederspannungsleitungen und eine Vielzahl an Maßnahmen an Anlagenstandorten. Die geschätzten Kosten dafür betragen 834,8 Mio. Euro. 2025 begann sie mit den konkreten Vorbereitungen der ersten größeren Maßnahme – dem Ersatzneubau der 110 kV-Freileitung Gamsen-Oerrel einschließlich der Errichtung eines neuen Umspannwerks in Wesendorf.

## Konzernstruktur

### Gesellschafter der LSW Holding
Persönlich haftende Gesellschafterin der LSW Holding GmbH & Co. KG ist die LSW Holding Verwaltungs-GmbH. Deren Gesellschafterinnen sind die LandE GmbH (57 %) und die Stadtwerke Wolfsburg AG (43 %), die im gleichen Verhältnis auch Kommanditistinnen der GmbH & Co. KG sind. Mehrheitseignerin der LSW Holding ist demnach die LandE, während die Stadtwerke Wolfsburg – eine 100%ige Tochter der Stadt Wolfsburg – über eine Sperrminorität verfügen.
Die LandE gehört mit 69,57 % mehrheitlich der Avacon AG, an der wiederum die E.ON SE mit 61,5 % mehrheitlich beteiligt ist. In der Anteilsbesitzliste von E.ON wird die LandE demnach als konsolidiertes verbundenes Unternehmen geführt. Allerdings besitzen die genossenschaftlich geprägte Fallersleber Elektrizitäts-Aktiengesellschaft (FEAG) und die kommunale LE/EVW-Beteiligungsgesellschaft mbH mit 20,12 % bzw. 10,31 % zusammen eine Sperrminorität an der LandE. Ein Konsortialvertrag regelt die Zusammenarbeit zwischen den drei Gesellschafterinnen.
Die LSW Holding gilt im E.ON-Konzernabschluss lediglich als nach Equity-Methode bewertetes assoziiertes Unternehmen. Aufgrund gesellschaftsvertraglicher Vereinbarungen ist der Einfluss des E.ON-Konzerns auf die LSW zwar maßgeblich, aber nicht beherrschend.

### Stellung der Tochterunternehmen
Die Struktur der Tochtergesellschaften LSW Netz GmbH & Co. KG und LSW Energie GmbH & Co. KG ähnelt der der Muttergesellschaft: Persönlich haftende Gesellschafterin ist jeweils eine Verwaltungs-GmbH, deren Gesellschafterinnen unmittelbar die LandE GmbH (57 %) und die Stadtwerke Wolfsburg AG (43 %) sind. Kommanditistin ist in beiden Fällen die LSW Holding.
Die Unterordnung der Tochterunternehmen unter die LSW Holding innerhalb des LSW-Konzerns wird durch einzelne Bestimmungen in den Gesellschaftsverträgen, das identische Verhältnis der Geschäftsanteile, personelle Überschneidungen in den Geschäftsführungen sowie entsprechende Unternehmensverträge zwischen Holding und Tochtergesellschaften bewirkt. Im Sinne des Konzernabschlusses gelten LSW Netz und LSW Energie demnach als 100%ige Tochtergesellschaften der LSW Holding. Gleichzeitig gewährleistet die gewählte Konzernstruktur eine gewisse organisatorische Unabhängigkeit der Tochterunternehmen, um der vom Energiewirtschaftsgesetz geforderten Entflechtung zu entsprechen.

### Beziehungen zu Schwesterunternehmen
Sowohl die LandE als auch die Stadtwerke Wolfsburg (Quellunternehmen) sind unabhängig voneinander an weiteren Unternehmen beteiligt, die als Schwesterunternehmen zum Teil in die Betriebsabläufe der LSW integriert sind. So sind die 100%igen Tochtergesellschaften der Stadtwerke zwar in anderen Branchen tätig, teilen sich mit der LSW aber Standorte und kooperieren beispielsweise bei den Themen Ausbildung und Berufsorientierung.
In weiten Teilen des Landkreises Gifhorn ist die Gasversorgung Landkreis Gifhorn GmbH (GLG), eine 95%ige Tochter der LandE unter 5%iger Beteiligung des Landkreises Gifhorn, anstelle der LSW Energie Grundversorger für Erdgas. Dennoch hat sie diese mit dem Vertrieb beauftragt. Überdies ist auch hier die LSW Netz zuständiger Verteilnetz- und Messstellenbetreiber.
Ähnlich involviert ist die LSW bei der Abwasserentsorgung Schladen GmbH (AWS) und der Oebisfelder Wasser und Abwasser GmbH (OeWA), an denen die LandE jeweils nur mit 49 % beteiligt ist. Die restlichen 51 % hält im ersten Fall die Gemeinde Schladen-Werla und im zweiten Fall die Stadt Oebisfelde-Weferlingen. Beide Unternehmen haben die LSW Energie mit dem Vertrieb und die LSW Netz mit der kaufmännischen und technischen Betriebsführung beauftragt.

### Eigentum an der Netzinfrastruktur
Die LSW Netz ist zwar Netz- und Messstellenbetreiberin, aber lediglich als Unterpächterin der Energie- und Wasserversorgungsnetze. Pächterin ersten Ranges ist die LSW Holding und Eigentümerinnen sind im Grundversorgungsgebiet der LSW in der Regel die Stadtwerke Wolfsburg und die LandE und im Gasgrundversorgungsgebiet der GLG die GLG selbst. Die Netzeigentümerinnen sind gleichzeitig auch die Konzessionsinhaberinnen. Die Netze und Anlagen der AWS und OeWA, für die die LSW lediglich als Auftragnehmerin agiert, befinden sich jeweils unmittelbar in kommunalem Eigentum.
Eine größere Ausnahme besteht seit 2022 im Bereich der Stadt Gifhorn: Hier ist die Stadtwerke Gifhorn Netz GmbH Eigentümerin des Strom- und Gasnetzes und die LandE selbst lediglich Pächterin, die die Netze an die LSW Holding und damit die LSW Netz unterverpachtet. Letztere übernimmt bis zum Ende der aktuellen Konzessionslaufzeit weiterhin den operativen Netzbetrieb.

## Netzinfrastruktur

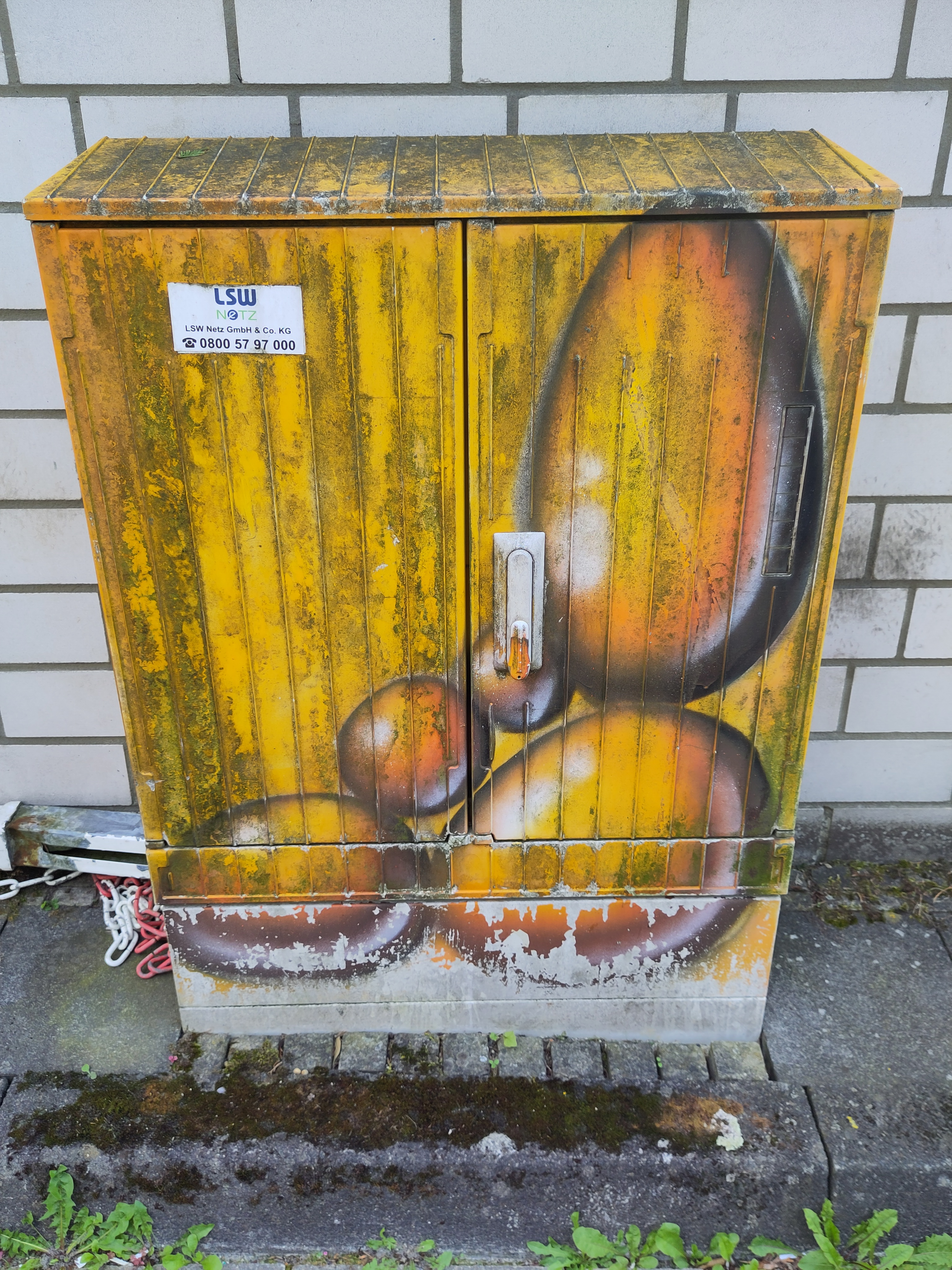
Mit Graffiti versehener Verteilerkasten in der Gifhorner Innenstadt

Die von der LSW Netz betriebene Energie- und Wasserinfrastruktur befindet sich in der kreisfreien Stadt Wolfsburg, dem Landkreis Gifhorn, dem nördöstlichen Landkreis Helmstedt (Stadt Königslutter, Samtgemeinden Velpke und Grasleben) sowie in Teilen der Landkreise Wolfenbüttel (Gemeinde Schladen-Werla, Samtgemeinden Oderwald und Elm-Asse) und Börde (Stadt Oebisfelde-Weferlingen). Ans Stromnetz ist außerdem der Ort Breitenhees der Gemeinde Wrestedt im Landkreis Uelzen angeschlossen.

### Energie

#### Stromnetz

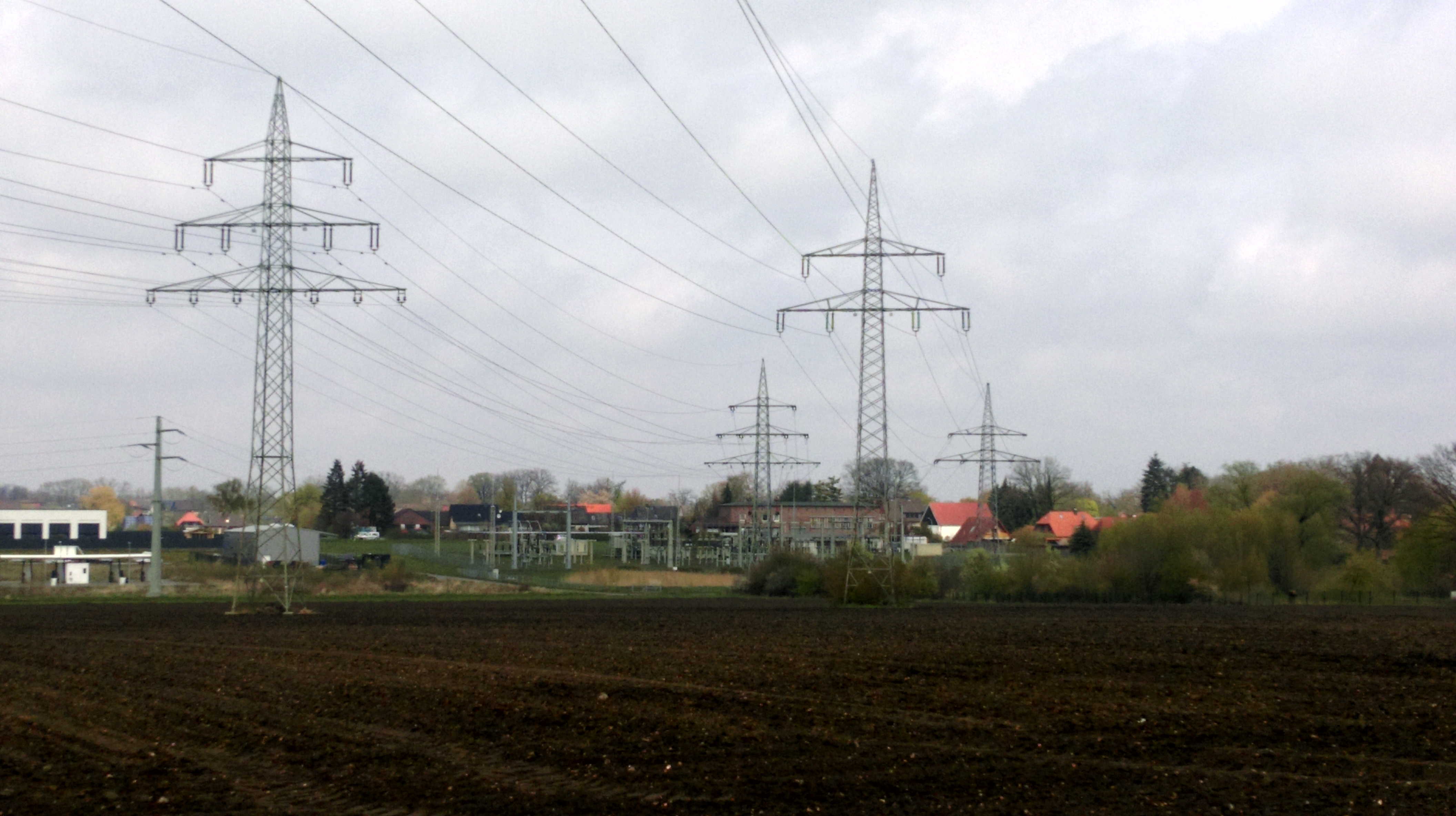
Umspannwerk Gamsen

Im Raum Gifhorn-Wolfsburg betreibt die LSW Netz ein eigenes Teilnetz aus 110 kV-Hochspannungsleitungen mit einer Gesamtlänge von rund 225 km, das über die Umspannwerke in Rethen und Hattorf an das vorgelagerte Hochspannungsnetz der Avacon Netz GmbH anknüpft. Die zugehörigen Übergabepunkte zum Höchstspannungsnetz des regionalen Übertragungsnetzbetreibers TenneT TSO liegen in den Umspannwerken in Braunschweig-Nord und Hattorf.
Große Einspeiser, darunter die VW-Kraftwerke und viele größere Erzeuger Erneuerbarer Energien, besitzen oft eigene Umspannwerke, mittels derer sie Strom direkt ins Hochspannungsnetz der LSW einspeisen. Die 15 eigenen Umspannwerke der LSW Netz zwischen Hoch- und Mittelspannung befinden sich an folgenden Orten:
- Im Landkreis Gifhorn in Ausbüttel, Ehra, Gamsen, Gifhorn, Oerrel, Rethen und Wittingen.
- In Wolfsburg im Stadtzentrum (Kleiststraße und Daimlerstraße) sowie in Detmerode, Fallersleben, Hattorf, Kästorf und Vorsfelde.
- Im Landkreis Helmstedt in Papenrode, von wo aus auch das Oebisfelder Gebiet mitversorgt wird.[54]

In Schladen ist das dortige LSW-Mittelspannungsnetz über ein Umspannwerk der Avacon Netz mit deren Hochspannungsnetz verbunden. Die 20 kV-Mittelspannungsleitungen der LSW Netz in beiden Bereichen umfassen insgesamt 2.184 km. 1.922 Transformatorenstationen verbinden sie mit der 220/400 V-Niederspannungsebene, die mit einer Stromkreislänge von 3.547 km (5.882 km inklusive Hausanschlussleitungen) 110.192 Hausanschlüsse versorgt. Gesteuert wird das Netz über 25 Schalthäuser und 1.250 km Steuerkabel.

#### Gasnetz
Ein Gasnetz betreibt die LSW Netz nur im Landkreis Gifhorn, der Stadt Wolfsburg sowie angrenzenden Teilen der Landkreise Helmstedt und Börde. Im Raum Schladen im Landkreis Wolfenbüttel ist die Avacon Netz zuständig. Ausgenommen sind weiterhin diejenigen Teile der Stadt Wolfsburg, die mit Fernwärme versorgt werden. Das LSW-Gasnetz speist sich überwiegend aus den 11 Übernahmestationen, an denen Erdgas aus dem Netz der Gasunie Deutschland, des regionalen Fernleitungsnetzbetreibers, eingeleitet wird. Daneben wird an 5 Stellen örtlich produziertes Biogas ins Netz eingespeist.
Das Gasnetz der LSW Netz umfasst 331 km Hochdruck-, 1.288 km Mitteldruck- und 320 km Niederdruckleitungen. Mittels 101 Druckregelanlagen stellt das Unternehmen sicher, dass in jeder Leitung der vorgesehene Druck herrscht. Von den Ausspeisepunkten liegen 163 direkt an Hochdruck-, 38.715 an Mitteldruck- und 11.527 an Niederdruckleitungen. Dort leiten jeweils Hausanschlussleitungen das Gas weiter zu den 50.405 Hausanschlüssen.

#### Fernwärmenetz
Im weiten Teilen der Stadt Wolfsburg betreibt die LSW Netz ein Fernwärmenetz. Es speist sich aus der Wärme, die die Volkswagen Kraftwerk GmbH nach dem Prinzip der Kraft-Wärme-Kopplung in insgesamt 3 Blockheizkraftwerken (KWK)
erzeugt. Zur Besicherung und Spitzenlastabdeckung stehen 4 Kesselanlagen bereit. Gesteuert mittels 4 Druckerhöhungs- und 8 Umformungsstationen werden so über Leitungen mit einer Trassenlänge von insgesamt 657 km 16.002 Hausanschlüsse beliefert.
Die kleineren Nahwärmenetze im übrigen Zuständigkeitsgebiet der LSW Netz für Strom und Gas werden nicht von dieser, sondern von den verschiedensten örtlichen Anbietern betrieben. Diese speisen sich häufig aus kleineren Blockheizkraftwerken, zentralen Hackschnitzelheizungen oder der Abwärme von Biogasanlagen. Teilweise ist auch die Nutzung der Abwärme weiterer Industrieanlagen im Gespräch.

### Wasser

#### Trinkwassernetz

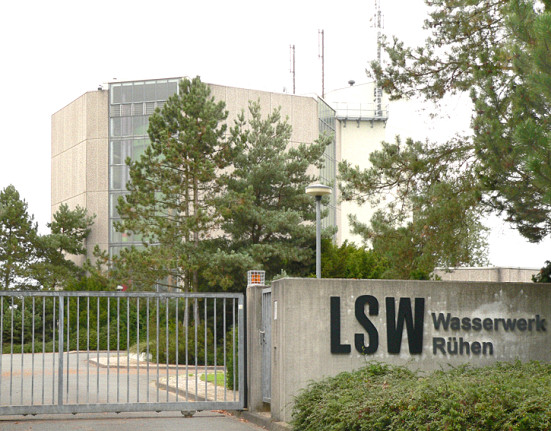
Wasserwerk Rühen

Im westlichen und mittleren Teil der Stadt Wolfsburg sowie der Gemeinde Bokensdorf ist die LSW Netz auch für den Betrieb des Trinkwassernetzes zuständig, einschließlich der zugehörigen Grundwasserwerke in Rühen und Westerbeck. Das Gleiche gilt für das Grundwasserwerk in Schladen, das über das zugehörige Trinkwassernetz die Gemeinde Schladen-Werla und den Westteil der Samtgemeinde Elm-Asse versorgt. Aus 3 Trinkwasserbehältern und mittels 3 Druckerhöhungsstationen wird das Wasser über Versorgungsleitungen von insgesamt 625 km zu den 21.065 Hausanschlüssen, 2.932 Hydranten und 67 Notbrunnen geleitet.
Nicht im eigenen Namen, sondern lediglich als Auftragnehmerin, betreibt die LSW Netz außerdem das Trinkwassernetz und das Grundwasserwerk der OeWA in Oebisfelde, das über ein Leitungsnetz von 58 km rund 2.000 Kunden versorgt. Dieses ist mit einer Enthärtungsanlage versehen.
Im Osten des Wolfsburger Stadtgebiets sowie im südöstlichen Landkreis Gifhorn und nordöstlichen Landkreis Helmstedt ist dagegen der Wasserverband Vorsfelde zuständig, in Gifhorn die Wasserwerk Gifhorn GmbH & Co. KG, im restlichen Landkreis Gifhorn der Wasserverband Gifhorn, in der Samtgemeinde Oderwald deren Eigenbetrieb Wasserversorgung und im Ostteil der Samtgemeinde Elm-Asse die Avacon Wasser GmbH.

#### Abwassernetz
Die LSW Netz ist nirgends in eigenem Namen in der Abwasserentsorgung tätig. Als Auftragnehmerin der OeWA betreibt sie deren 70 km langes Abwassernetz, in dem Regenwasser und das Schmutzwasser von rund 2.000 Kunden mithilfe von 17 Groß- und 264 Kleinpumpwerken der zugehörigen Kläranlage in Oebisfelde zugeführt wird. Desgleichen betreibt sie auch das 132 km lange Abwassernetz der AWS in Schladen-Werla. Unterstützt von 14 Pumpwerken wird hier Regenwasser und das Schmutzwasser von 2.900 Grundstücksanschlüssen zur Kläranlage in Schladen sowie zur Klärteichanlage in Beuchte geleitet und dort jeweils geklärt.